# Moanda (ort i Gabon)
Moanda är en ort i Gabon. Den ligger i provinsen Haut-Ogooué, i den östra delen av landet, 500 km sydost om huvudstaden Libreville. Antalet invånare är 59 154.